# Guillermo Haro
Guillermo Haro (21. března 1913 – 26. dubna 1988) byl mexický astronom. Stal se první osobou z rozvojových zemí zvolenou do Královské astronomické společnosti.

## Život
Haro se narodil v Mexico City v roce 1913, kde vyrůstal v době Mexické revoluce. Studoval filozofii na Mexické národní autonomní univerzitě (UNAM). Začal se zájímat o astronomii a díky své obětavosti a nadšení byl v roce 1943 najat jako asistent na nově založenou Observatorio Astrofísico de Tonantzintla. Za účelem doplnění astronomického vzdělání navštívil USA a mezi roky 1943 a 1944 pracoval na Harvard College Observatory.
Po svém návratu do Mexika v roce 1945 pokračoval v práci na Observatorio Astrofísico de Tonantzintla, kde byl zodpovědný za provoz nového teleskopu. Za pomoci Schmidtovy kamery začal zkoumat extrémně červené a extrémně modré hvězdy. V roce 1947 začal pracovat pro Observatorio de Tacubaya při UNAM

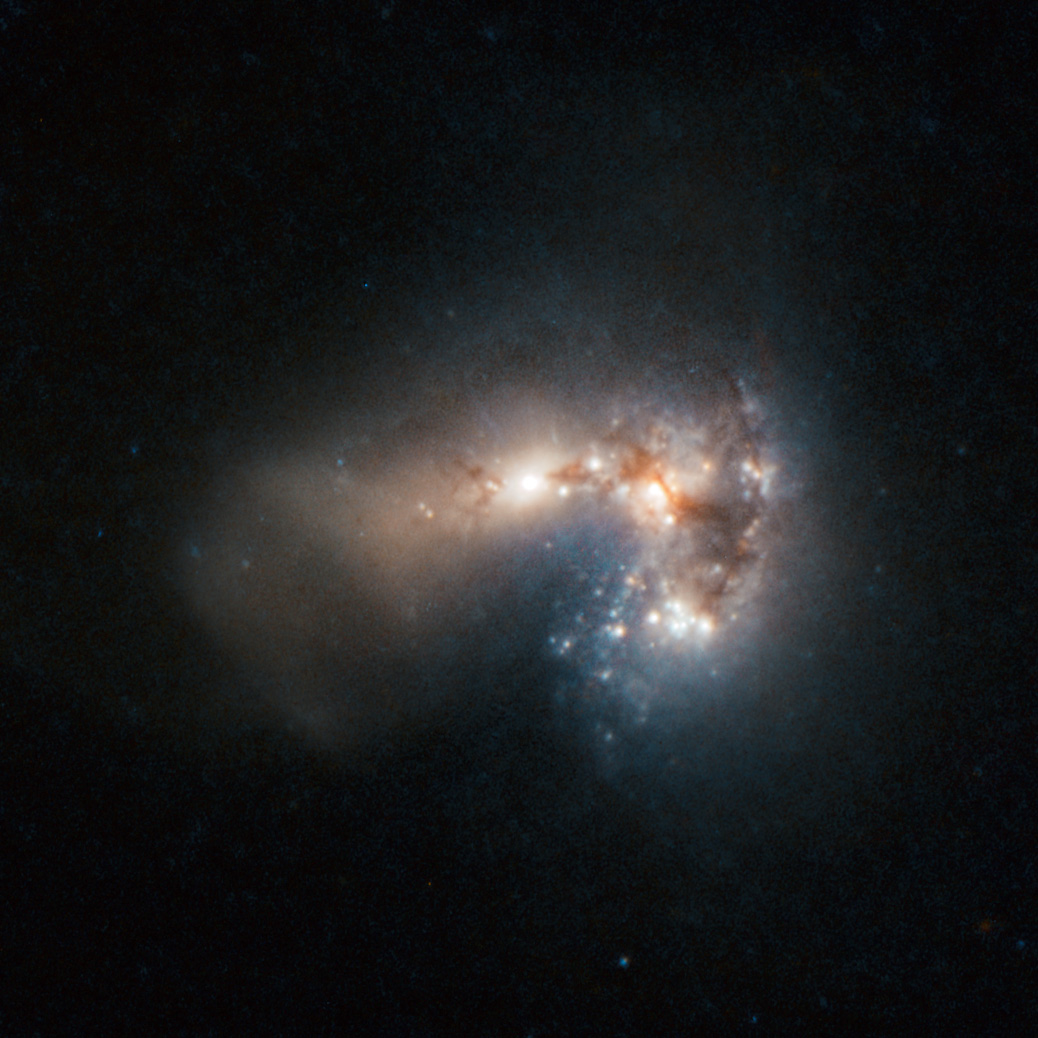
Horečná tvorba hvězd v Haro 11. Tento obraz byl získán kombinací dat z Very Large Telescope Evropské jižní observatoře a Hubbleova vesmírného dalekohledu.

Guillermo Haro vykonal mnoho příspěvků k pozorovací astronomii, a to zejména na observatoři Tonantzintla se Schmidtovým teleskopem. Mezi nimi byla detekci velkého počtu planetárních mlhovin ve směru galaktického centra a objevení (nezávisle na něm učinil objev také George Herbig) nestelárních kondenzátů ve vysokohustotních oblacích v blízkosti regionů nedávné hvězdné tvorby (nyní známy jako Herbigovy–Harovy objekty). Haro a jeho spolupracovníci objevili vzplanutí hvězd v regionu mlhoviny v Orionu a později v hvězdných skupinách různých věkových kategorií. Jeho intenzivní činnost na detekci vzplanutí hvězd pokračovala až do konce jeho života.
Dalším jeho výzkumným projektem bylo vytvoření seznamu 8746 modrých hvězd ve směru severního galaktického pólu, který byl zveřejněn v roce 1961 a na němž pracoval společně s Williamem J. Luytenem. Práce byla vykonána na 48-palcovém Palomarském Schmidtově teleskopu pomocí tří-barevné obrazové techniky vyvinuté v Tonantzintle. Nejméně 50 z těchto objektů se později ukázalo být kvasary (ty v roce 1961 ještě nebyly známy). Harův seznam 44 modrých galaxií, sestavený v roce 1956 byl předstupněm k práci Benjamina Markarjana a dalších, kteří tyto galaxie hledali. Haro také objevili několik hvězd typu T Tauri, jednu supernovu, více než 10 nov, a jednu kometu.
Guillermo Haro měl velký vliv na rozvoj astronomie v Mexiku a to nejen na základě jeho vlastního astronomického výzkumu, ale také díky podpoře rozvoje nových institucí. Dalším důležitým aspektem je definování moderního astrofyzikálního výzkumu v Mexiku, kdy dal impuls pro různé počáteční linie výzkumu a stanovil obecnou vědeckou politiku. V roce 1959 byl jako první člověk z rozvojových zemí zvolen do Královské astronomické společnosti. Mezi jeho studenty patřili Silvia Torres-Peimbert a Manuel Peimbert.

## Rodina
V roce 1968 se Haro oženil s novinářkou a spisovatelkou Elenou Poniatowskou. Rozvedli se v roce 1981. Měli spolu tři děti: Emanuela, Felipeho, a Paulu. Již předtím byl jednou ženatý s Gladys Learn Rojasovou. Jeho rodiče byli Ignacio de Haro a Leonor Barrazaová.